# Luftmasse (Meteorologie)

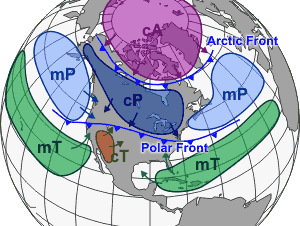
Luftmassen tendieren dazu, durch Fronten getrennt zu sein.

Der Begriff Luftmasse wird in der Meteorologie und Klimatologie verwendet, wenn relativ einheitliche Teile der Troposphäre beschrieben werden.
Bei der Wetterprognose ist die Modellierung von Luftmassen mit einheitlicher Temperatur oder Feuchte eine wichtige Methode, um etwa den Verlauf und die zeitliche Entwicklung von Fronten vorherzusagen.
Insbesondere das Aufgleiten von warmen Luftmassen über vergleichsweise kältere Luftmassen ist ein physikalisch gut modellierbarer Vorgang, durch den sich auch die Zunahme der relativen Luftfeuchte und die Entstehung von Wolken bzw. von Niederschlägen recht exakt vorhersagen lassen.
Bei manchen Phänomenen sind auch viel großräumigere Berechnungen der Bewegung von Luftmassen möglich – etwa beim globalen, sehr stabilen System der Passatwinde oder der Jetstreams.

## Luftmassenklassifizierung
Die Klassifizierung der Luftmassen erfolgt auf Grundlage von Untersuchungen an der Universität Bergen von 1918 bis 1923 unter der Leitung von Vilhelm Bjerknes, dessen Sohn Jacob, Halvor Solberg sowie Tor Bergeron. In seiner Dissertation (1928) wies Bergeron nach, dass sich die Temperatur- und Feuchtigkeitscharakteristiken von Luftmassen über längere Zeit nicht ändert, während diese über die Erdoberfläche strömen. Die Grenze zwischen zwei Luftmassen werden als Front bezeichnet und werden damit zu einer wesentlichen Information für Wettervorhersagen, weil sich mit der Front auch das Wetter ändern kann. Der Unterschied dieser Luftmassen wurde auf zwei wesentliche Faktoren zurückgeführt. Den Breitengrad der Bildung nach vier Regionen:
Arktisch oder Antarktisch (A/AA)
Polar (P)
Tropisch (T)
Äquatorial (E)

Ursprungsregionen von Luftmassen

und der Oberflächenbeschaffenheit in diesen Regionen:
kontinentale (c) Massen über dem Festland, die relativ trocken sind und
maritime (m) Massen über den Meeren, die relativ feucht sind.
Rechnerisch lassen sich daraus acht prinzipielle Luftmassen bilden. Da aber arktische oder antarktische Luftmassen immer trocken und äquatoriale Luftmassen immer sehr feucht sind, verbleiben sechs prinzipielle Klassen:
| Abk.      | Bezeichnung (engl.)  | Bezeichnung               | Temperaturcharakteristik                                                                    | Feuchtigkeitscharakteristik |
| --------- | -------------------- | ------------------------- | ------------------------------------------------------------------------------------------- | --- |
| A oder AA | Arctic/Antarctic     | arktische Luftmassen      | extrem kalt, wird über den Polen geformt                                                    | durch die Kälte sehr trocken; kontinental wird nicht von maritim unterschieden                                                                        |
| cP        | Continental Polar    | kontinentale Subpolarluft | sehr kalt, wird über den subpolaren Zonen gebildet                                          | sehr trocken, wegen Kälte und der Bildung über einer Landmasse                                                                                        |
| mP        | Polar Maritime       | polare Meeresluft         | Sehr kühl, wegen des hohen Breitengrads, durch mäßigenden Einfluss des Ozeans nicht zu kalt | aufgrund niedriger Temperaturen moderat feucht, aber wegen der Verdunstung auf der Meeresoberfläche nicht so trocken wie die kontinentalen Luftmassen |
| cT        | Tropical Continental | Kontinentale Tropenluft   | sehr warm, wegen der Bildung über den subtropischen niederen Breitengraden                  | trocken, da über Land gebildet. |
| mT        | Tropical Maritime    | maritime Tropenluft       | sehr warm, wegen der Bildung über den subtropischen niederen Breitengraden                  | sehr feucht, wegen des warmen Wassers der Meere |
| E         | Equatorial           | Äquatorial                | Heiß                                                                                        | Extrem feucht; Kontinental wird nicht von maritim unterschieden, da große Landgebiete von tropischen Regenwäldern bedeckt sind.                       |

## Luftmassen Europas
Das Wetter in Europa wird hauptsächlich von den folgenden Luftmassen beeinflusst.
| Abkürzung | Bezeichnung                          | geographischer Ursprung         |
| --------- | ------------------------------------ | ------------------------------- |
| cA        | kontinentale Arktikluft              | Nordsibirische Arktikluft       |
| xA        | Arktikluft                           | Nordeuropäische Arktikluft      |
| mA        | maritime Arktikluft                  | Nordmeer-Arktikluft             |
| cP        | kontinentale Subpolarluft            | Russische Subpolarluft          |
| xP        | Subpolarluft                         | Nordeuropäische Subpolarluft    |
| mP        | maritime Subpolarluft                | Nordatlantische Subpolarluft    |
| cPs       | erwärmte kontinentale Subpolarluft   | erwärmte Subpolarluft           |
| xPs       | erwärmte Subpolarluft                | Alterung über Europa            |
| mPs       | maritim erwärmte Subpolarluft        | Weg über subtropische Meere     |
| cSp       | kontinentale Luft der mittl. Breiten | (Ost-)Europäische Festlandsluft |
| xSp       | Luft der mittleren Breiten           | (West-)Europäische Luft         |
| mSp       | maritime Luft der mittl. Breiten     | Nordatlantische Meeresluft      |
| cS        | kontinentale Subtropikluft           | Südosteurop. Subtropikluft      |
| xS        | Subtropikluft                        | Südeuropäische Subtropikluft    |
| mS        | maritime Subtropikluft               | Atlantische Subtropikluft       |
| cT        | kontinentale Tropikluft              | Afrikanische Tropikluft         |
| xT        | Tropikluft                           | Mittelmeer-Tropikluft           |
| mT        | maritime Tropikluft                  | Atlantische Tropikluft          |